# ترنيمة عيد الميلاد: الفلم
ترنيمة عيد الميلاد: الفيلم (بالإنجليزية: Christmas Carol: The Movie) هو فيلم حركة تم إنتاجه في المملكة المتحدة والولايات المتحدة وصدر في سنة 2001. من بطولة كيت وينسليت ونيكولاس كيج وجين هوروكس ومايكل جامبون.

## الميزانية والإيرادات
بلغت تكلفة إنتاج الفيلم حوالي 6182526 جنيه إسترليني.

## وصلات خارجية
- مقالات تستعمل روابط فنية بلا صلة مع ويكي بيانات